# Тернове (Голованівський район)
Тернове (до 18 лютого 2016 — Цюру́пи) — село в Україні, у Перегонівській сільській громаді Голованівському районі Кіровоградської області. Населення відсутнє.

## Населення
Згідно з переписом УРСР 1989 року чисельність наявного населення села становила 7 осіб, з яких 3 чоловіки та 4 жінки.
За переписом населення України 2001 року в селі ніхто не мешкав.